# 히라유 쥬리
히라유 쥬리(일본어: 平湯 樹里 ひらゆ じゅり[*], 1990년 2월 28일 - )는 일본의 배우이다. 전 다카라즈카 가극단 유키구미 남역이다.
후쿠오카현 후쿠오카시, 후쿠오카여자고등학교 출신이다. 키 167cm, 애칭은 "쥬리"이다. 재단하던 시절의 예명은 유우토 이리야(悠斗イリヤ)이다.
소속사는 와이케이 에이전트이다.

## 약력
2006년, 다카라즈카 음악학교에 입학하였다.
2008년, 다카라즈카 가극단 94기생으로 입단. 입단 당시 성적은 11등. 츠키구미 공연 「ME AND MY GIRL」로 유우토 이리야(悠斗イリヤ)로써 초무대. 그 후, 유키구미에 배속되었다.
2015년 10월 11일, 「별이 만나는 하룻밤／La Esmeralda」 도쿄공연 천추락을 기해, 다카라즈카 가극단을 퇴단하였다.
퇴단 후에는 히라유 쥬리(平湯樹里)로 예명을 바꾸고, 예능 활동을 재개하였다.

## 퇴단 후 주요 활동

### 무대
- Grand Stage (2016년 10월, 아카사카RED/THEATER) - 소황유(蘇皇唯) 役
- 미소녀 전사 세일러문 -Le Mouvement Final- (2017년 9월 - 10월, AiiA 2.5 Theater Tokyo / 아이플라자 토요하시 / 우메다예술극장 시어터・드라마시티) - 세일러 레드 크로우 役
- SaGa THE STAGE 〜일곱 영웅의 귀환〜 (2018년 9월 21일, 사이타마：토다문화회관 / 2018년 10월 2日 - 8일, 도쿄：시어터1010 / 2018년 10월 17日 - 21일, 오사카：산케이홀 브리제) - 마지막 황제(最終皇帝) (딸) 役
- 기동전사 건담00 -파괴에 의한 재생- (2019년 2월 15日 - 18일, 일본청년관 / 2019년 2월 23日 - 24일, 모리노미야 필로티홀) - 커티 마네킹 役